# Driscoll (Texas)
Driscoll es una ciudad ubicada en el condado de Nueces en el estado estadounidense de Texas. En el Censo de 2010 tenía una población de 739 habitantes y una densidad poblacional de 245,13 personas por km².

## Geografía
Driscoll se encuentra ubicada en las coordenadas 27°40′23″N 97°45′4″O / 27.67306, -97.75111. Según la Oficina del Censo de los Estados Unidos, Driscoll tiene una superficie total de 3.01 km², de la cual 3.01 km² corresponden a tierra firme y (0%) 0 km² es agua.

## Demografía
Según el censo de 2010, había 739 personas residiendo en Driscoll. La densidad de población era de 245,13 hab./km². De los 739 habitantes, Driscoll estaba compuesto por el 80.24% blancos, el 0.14% eran afroamericanos, el 1.22% eran amerindios, el 0.27% eran asiáticos, el 0% eran isleños del Pacífico, el 15.02% eran de otras razas y el 3.11% pertenecían a dos o más razas. Del total de la población el 83.49% eran hispanos o latinos de cualquier raza.